# Lasiobelonium nazarovae
Lasiobelonium nazarovae är en svampart som beskrevs av Raitv. 1980. Lasiobelonium nazarovae ingår i släktet Lasiobelonium och familjen Hyaloscyphaceae.   Inga underarter finns listade i Catalogue of Life.